# T-Mobile myTouch by LG
T-Mobile myTouch Q của LG (C800) và T-Mobile myTouch của LG (E739) là những điện thoại thông minh được thiết kế và sản xuất bởi LG Corporation cho loạt điện thoại mang nhãn hiệu " myTouch " của T-Mobile USA. Dòng điện thoại này được chạy phần mềm "Gingerbread" Android 2.3.6. CyanogenMod supporrts  myTouch của LG.
Hai điện thoại có các tính năng tương tự ngoại trừ những khác biệt sau:
- Mẫu "Q" có bàn phím trượt trong khi đó phiên bản còn lại là thiết kế không phím,
- "Q" vừa dày vừa nặng hơn so với bản còn lại,
- Màn hình trên "Q" nhỏ hơn màn hình không phải Q,
- "Q" không có camera phía trước, bản còn lại có trang bị camera với độ phân giải VGA,
- "Q" có một tính năng camera gọi là "Tự động chụp nụ cười" trong khi bản còn lại dường như không có.

## Tính năng
MyTouch 4G hỗ trợ các mạng Wi-Fi, 3G UMTS và HSPA +, EDGE và GPRS. MyTouch 4G được hỗ trợ bởi T-Mobile 4G. MyTouch 4G cũng hỗ trợ Gọi Wi-Fi.

## Phần cứng
T-Mobile myTouch 4G chạy trên bộ xử lý Qualcomm Snapdragon 1GHz. Nó có camera 5.0MP với khả năng lấy nét tự động. Lưu ý rằng Q (có phím) không có camera phía trước và bản còn lại (đá phiến) không có đèn flash. Phiên bản của T-mobile có máy quay video mặt trước để trò chuyện video và gọi video, có thẻ không dây hỗ trợ kết nối / b / g / n và chip bluetooth 2.1 + EDR. MyTouch của LG có pin lithium-ion có khả năng thời gian đàm thoại lên đến XX giờ và thời gian chờ XX ngày.

## Màn hình
- MyTouch Q của LG có màn hình LCD LCD 3,5 "320x480 HVGA.[3]
- T-Mobile MyTouch của LG có màn hình AMOLED 3,8 "480x800 WVGA.[4]